# Lasiobema harmsianum
Lasiobema harmsianum là một loài thực vật có hoa trong họ Đậu. Loài này được (Hoss.) de Wit mô tả khoa học đầu tiên năm 1956.